# Oecobius navus
Oecobius navus és una espècie d'aranyes araneomorfes de la família dels ecòbids (Oecobiidae). Fou descrita per primera vegada l'any 1859 per J. Blackwall.

## Distribució i descripció
És una petita aranya cosmopolita cribel·lada d'aproximadament 2-3 mm. Té una distribució des d'Europa fins al nord d'Àfrica. Ha estat introduïda a la Xina, Nova Zelanda, Canadà, Estats Units, Amèrica del Sud.
És d'un color gris clar amb les potes anellades. Construeix teranyines planes amb obertures laterals amb un diàmetre d'uns 3 cm sota roques, en els sostres i al llarg de les cantonades de les parets amb fils de senyalització que sobresurten. Per això els noms comuns amb les que se les anomena és wall spider ("aranya de paret"), baseboard spider ("aranya de sòcol") o stucco spider ("aranya d'estuc").